# Creand
Creand (anciennement Crèdit Andorrà) est un groupe financier basé dans la Principauté d’Andorre et fondé en 1950.
Le groupe est présent en Andorre, en Espagne, au Luxembourg, aux États-Unis (Miami) et au Panama.